# Monument Transvaalplein

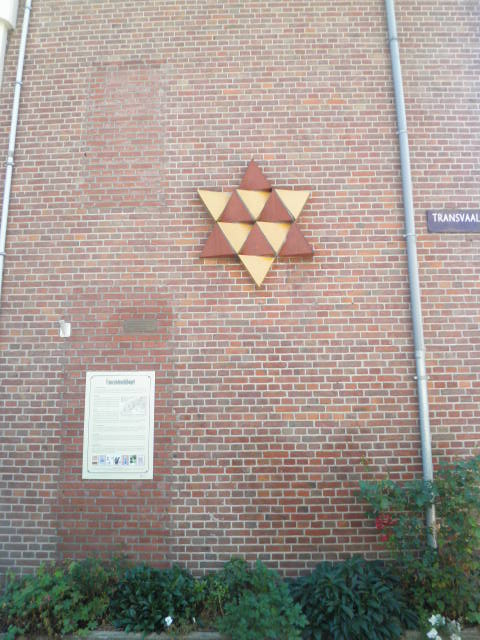
Monument Transvaalplein (augustus 2013)

Het Monument Transvaalplein is een oorlogsmonument bevestigd aan het gebouw Transvaalplein 1 in Amsterdam-Oost. Het is vanaf dat plein echter niet zichtbaar; het bevindt zich aan de zijgevel van dat gebouw aan de Transvaalstraat.
Het Transvaalplein werd in de jaren tien ingericht met huizen van Hendrik Petrus Berlage. Er kwamen hier nieuwe Amsterdammers wonen, maar ook Amsterdammers die de binnenstad moesten verlaten omdat hun woningen onbewoonbaar verklaard werden. Onder die laatste groep bevond zich ook een groep Joden die hun huis waren kwijtgeraakt omdat dit zich in slechte staat bevond en niet zelden werd afgebroken. In de jaren dertig volgde een nieuwe groep Joden die Nazi-Duitsland waren ontvlucht.
Tijdens de Duitse bezetting en de daarmee gepaard gaande Holocaust werden Joden uit de Transvaalbuurt op dit plein verzameld, voordat zij naar Amsterdamse spoorstations of de Hollandse Schouwburg werden gebracht om verder gedeporteerd te worden naar de concentratie- en vernietigingskampen. Slechts een enkeling wist dat te overleven en nog minder konden hun verlaten woning weer betrekken.
Bij een van de renovaties van Berlages woningen initieerde eigenaar de Algemene Woningbouw Vereniging het aanbrengen van een gedenkteken voor de omgebrachte Joden. Het was tevens een afgegeven signaal tegen (op)nieuw opkomend racisme. Een inspiratiebron vormde een monografie van buurtbewoner Ab Caransa.

Kunstenaar binnen keramiek Mieke Blits (1949, Gerrit Rietveld Academie) ontwerp een tweekleurige davidster opgebouwd uit twaalf driehoeken in de kleuren geel en bruin; tevens de kleuren van de omringende huizen. Burgemeester Ed van Thijn kwam op 4 mei 1987 het beeld onthullen. Het beeld wordt begeleid door een plaquette met tekst:
Ter nagedachtenis aan de Joodse bewoners van
de Transvaalbuurt die hier werden gedeporteerd.
Onthuld door burgemeester E. van Thijn op 4 mei 1987
Ontworpen door Mieke Blits.
Het is een van de weinige kunstwerken van Blits, die zich in de open ruimte bevinden; de site Buitenkunst Amsterdam meldde nog een social sofa in de Tasmanstraat (ze hield daar atelier).
Tegelijkertijd werd ook in Deventer een oorlogsmonument onthuld.